# فلوريد الفضة الثنائية
فلوريد الفضة الثنائية (أو ثنائي فلوريد الفضة) مركب كيميائي صيغته AgF2، ويوجد في الشروط القياسية على شكل صلب بلوري أبيض اللون.
توجد الفضة في هذا المركب في حالة الأكسدة +2 غير الشائعة بالنسبة للفضة.

## التحضير
يحضر المركب من التفاعل المباشر بين عنصري الفضة والفلور:
{\displaystyle {\ce {Ag + F2 -> AgF2}}}
كما يمكن أن يتفاعل الفلور عند درجات حرارة تصل إلى 200 °س مع هاليدات الفضة الأحادية مثل فلوريد الفضة الأحادية أو كلوريد الفضة للحصول على فلوريد الفضة الثنائية (تفاعل أكسدة):
{\displaystyle {\ce {2 AgCl + 2 F2 -> 2 AgF2 + Cl2}}}

## الخواص
يوجد المركب في الشروط القياسية على شكل صلب بلوري أبيض اللون إلى رمادي، وهو يتفكك بتفاعل حلمهة عند التماس مع الماء. المركب غير مستقر بشكل كبير، إذ أن النسبة F/Ag أصغر من 2 وتكون نمطياً حوالي 1.75 بسبب الإشابة.
كان يعتقد في البداية أن فلوريد الفضة الثنائية هو مزيج من فلوريد الفضة الأحادية والثلاثية [AgI[AgIIIF4 بشكل مشابه لمركب أكسيد الفضة الأحادية والثلاثية؛ إلا أن دراسات حيود النيوترونات أثبتت البنية؛ رغم أن البنية المشتركة برهنت أيضاً ولكن عند درجات حرارة مرتفعة، وكانت غير مستقرة.

## الاستخدامات
يستخدم مركب فلوريد الفضة الثنائية عاملاً مهلجناً ومؤكسداً قوياً في المختبرات الكيميائية.